# Larry Christiansen
Larry Mark Christiansen (* 27. června 1956) je americký šachový velmistr dánského původu. Svůj titul velmistra získal v roce 1977. Je třínásobným americkým šampionem, a to z let 1980, 1983 a 2002.

## Životopis
Christiansen vyrůstal v Riverside v Kalifornii. V letech 1973, 1974 a 1975 vyhrál juniorské mistrovství USA. V roce 1977 se ve věku 21 let stal velmistrem, přičemž ještě neměl titul mezinárodního mistra. V roce 1981 v Linares skončil společně s Anatolijem Karpovem na prvním místě. V roce 2001 vyhrál turnaj Canada Open. Vyhrál také turnaj v Curaçau (2008) a Open Bermudy (2011).
Hrál celkem desetkrát na šachové olympiádě, vždy za tým USA. V roce 1990 získal se svým týmem stříbrnou medaili a bronz v letech 1982, 1984, 1986 a 1996.
Svůj herní styl popisuje jako „agresivně-taktický“ a jeho oblíbené zahájení je Sämischova varianta.

## Knihy
- CHRISTIANSEN, Larry. Storming the barricades. 1. vyd. London: [s.n.] 174 s. ISBN 1-901983-25-0, ISBN 978-1-901983-25-8. OCLC 45137948